# Druhá čínsko-japonská válka
Druhá čínsko-japonská válka (7. července 1937 – 2. září 1945) byla válečným konfliktem mezi Čínskou republikou a Japonským císařstvím.
Tato válka probíhala před a během evropské části druhé světové války (1. září 1939). Někteří autoři počátek této války, tedy den 7. července 1937 (incident na mostě Marca Pola v Pekingu), považují za počátek druhé světové války. Válka představovala vyvrcholení dlouholetého nepřátelství, které se od roku 1931 projevovalo celou řadou rozsáhlých ozbrojených incidentů, převážně vyprovokovaných Japonskem, včetně japonského obsazení Mandžuska v roce 1931. Válka, která měla realizovat imperialistické plány Japonského císařství na získání pozice první velmoci v Asii, se rozrostla v roce 1941 ve světový konflikt, když Japonsko napadlo i Spojené státy americké a britské a nizozemské kolonie. Skončila až kapitulací japonských sil v září 1945.

## Invaze do Mandžuska (1931)

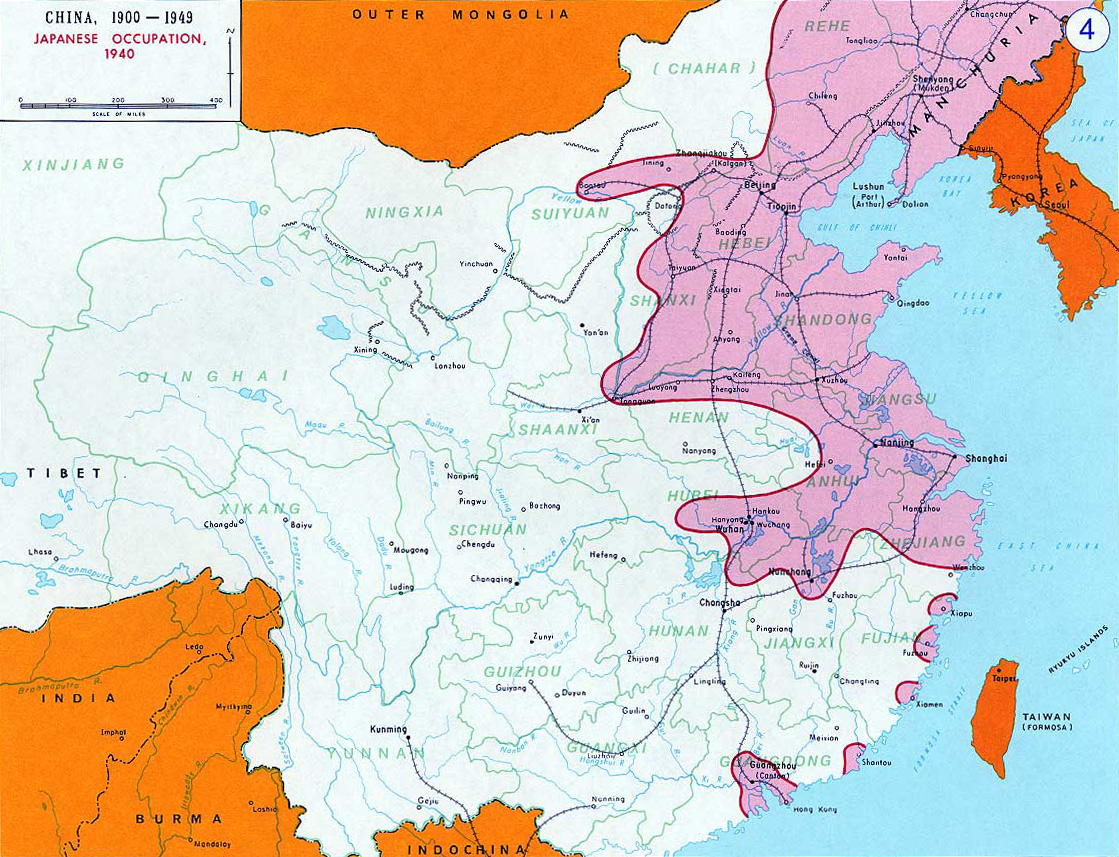
Mapa Číny okupované japonskými vojsky v roce 1940

Ve dvacátých letech získali Japonci vliv na čínského generála Čang Cuo-lina, který byl faktickým vládcem Mandžuska. Japonsko posílalo Čangovi zbraně, munici, podpůrný materiál a vojenské poradce ve snaze upevnit svůj vliv v Číně. Jeho vztah k Japonsku však nebyl jednoznačný. V roce 1928 byl Čang poražen generálem Čankajškem a japonští agenti Čanga zavraždili výbuchem nálože na trati vlaku. Vedení Mandžuska se ujal jeho syn, Čang Süe-liang, který se však vymanil z vlivu Japonska a přísahal věrnost Čankajškově vládě. Japonská Kuantungská armáda (10 400 mužů) dostala rozkazy na přípravu invaze do Mandžuska, jež bylo bohaté na nerostné suroviny a úrodnou zemědělskou půdu. V noci 18. září 1931 provedli japonští agenti zinscenovaný bombový útok na svou jihomandžuskou železniční trať. Mukdenský incident započal okolo 22. hodiny, kdy explodovala na kolejích nálož poté, co po nich přejel pravidelný expres spojující Mukden s městem Sin-ting. Vlak dojel v pořádku na nádraží v Mukdenu, kde se ukázalo, že většina cestujících netuší, co se stalo, a jen hrstka z nich uvedla, že na vlak zaútočili „čínští bandité“, což vzhledem k tomu, že souprava neutrpěla ani škrábnutí, znělo nepřesvědčivě, stejně jako hlášení jistého japonského poddůstojníka, který krátce nato oznámil, že jeho hlídka zažila „bombový přepad“ a vzápětí na ně „teroristé“ zahájili kulometnou palbu.
Bezprostředně poté zahájily jednotky Kuantungské armády pod velením plukovníka Igatakiho, mající za úkol střežit bezpečnost železnice, „odvetnou operaci k posílení bezpečnosti japonských občanů a jejich majetku“, což bylo oficiální zdůvodnění agrese. Jako první dopadly dělostřelecké granáty na severní kasárny. Japonci zde dosáhli momentu překvapení, a přestože na kasárny útočilo necelých 500 japonských vojáků, jádro zhruba desetitisícové 7. pěší brigády generála Wang-I-čua se v panice rozuteklo a sám generál unikl zajetí jen tím, že opustil město v přestrojení za dělníka (kuli). Podobný scénář měl i japonský útok v městě samotném. Japonci pod záminkou, že postaví v centru města plavecký bazén, umístili v betonových valech dva moždíře ráže 240 mm, které ukořistili Rusům během války v roce 1905 a které mířily na policejní kasárna a letiště. Díky tomu dobyly početně slabé oddíly Kanto Gun oba cíle bez většího úsilí. 19. září ve 03:30 byl obsazen Mukden (Šen-jang). Do obsazeného města přijel japonský generál Hondžo, který převzal zodpovědnost za pokračování operace, a okamžitě se spojil s velitelem japonských jednotek v Koreji, generálporučíkem Hajašim, kterého požádal o leteckou podporu a posily. Generál Hajaši podporu slíbil a 21. září překročila japonská vojska hranice a vtrhla do Mandžuska. 18. listopadu byl dobyt Cicikar. V prosinci Kuantungská armáda, posílená počtem 65 000 mužů, obsadila za minimálního odporu ustupujících čínských vojsk a za nečinného přihlížení Spojených států a Spojeného království (Velké Británie) a přes bezmocné protesty čínského delegáta u Společnosti národů v Ženevě do 5. února 1932 celé mandžuské území. V následujících letech Japonsko vyslalo na zajištění tohoto území téměř 700 000 kolonistů. V odporu proti japonské okupaci pokračovalo asi 200 000 partyzánů, avšak většinu těchto jednotek se Japoncům podařilo rozprášit. 1. března byl vytvořen loutkový stát Mandžukuo, do jehož čela byl jako císař dosazen Pchu I, dřívější poslední čínský císař.

## Přípravy na invazi do Číny (1932–1936)
Japoncům obsazení Mandžuska nestačilo, nýbrž usilovali o podmanění dalších čínských území na jih od Mandžukua. V Číně spolu soupeřili a bojovali proti sobě především Čajkajškovi nacionalisté a komunisté. V roce 1932 došlo k vylodění čtyř pěších divizí a jedné brigády námořního výsadku v Šanghaji a ostřelování Nankingu, hlavního města čínských nacionalistů. Zároveň došlo k rozšířené okupaci Mandžuska, včetně území dříve ovládaných Ruským impériem. V roce 1933 Japonsko odmítlo mezinárodní odsouzení své agrese vůči Číně a vystoupilo ze Společnosti národů. Následovaly jeho další akce v severní Číně, Vnitřním Mongolsku a Mandžusku za účelem destabilizace čínské vlády. V roce 1936 Japonsko prohlásilo Washingtonskou úmluvu za neplatnou a s Německem a Itálií podepsalo Pakt proti Kominterně.

## Invaze do Číny

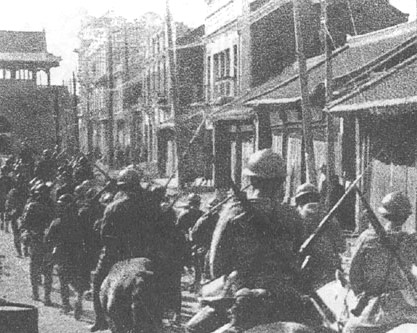
Japonská armáda vstupuje do Mukdenu (1931)

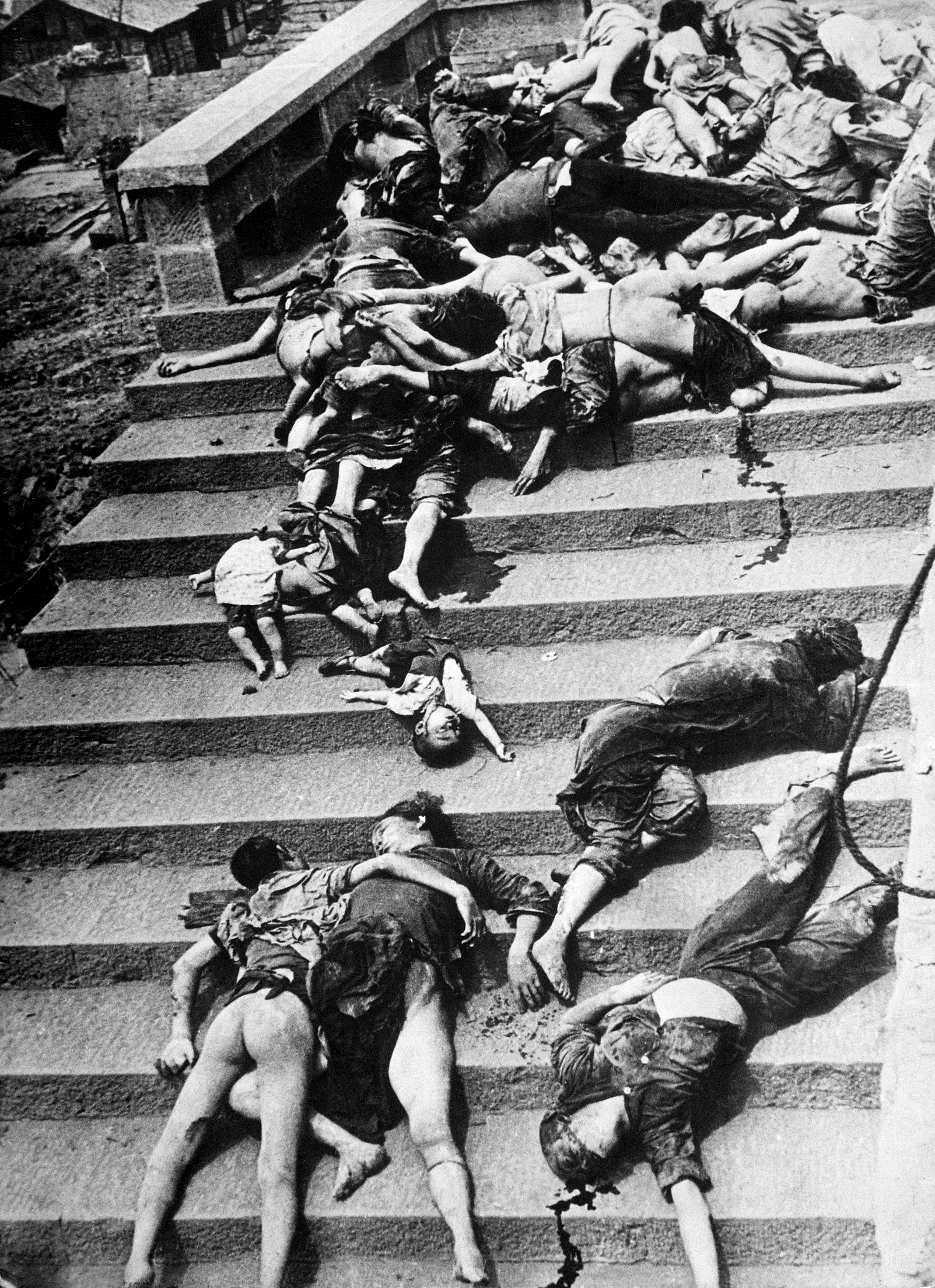
Čínské ztráty v červnu 1941 během japonského bombardování města Čchung-čching

Japonsko vyčlenilo pro tažení na 300 000 vojáků, kteří byli dobře vyzbrojení i vycvičení. Vojáci Kuomintangu a čínských komunistů měli sice početní převahu, ale špatný výcvik, nekvalitní výzbroj a absence námořních i leteckých sil je stavěla do velké nevýhody. Kuomintang a komunisté navíc byli ve stavu občanské války. 7. července 1937 došlo k incidentu na mostě Marca Pola – Japonci uměle vyvolané potyčce na předměstí Pekingu – jenž se stal záminkou pro vypuknutí Druhé čínsko-japonské války.
Japonská armáda rychle obsadila Tchien-ťin (30. července) i Peking (31. července) a postoupila na západ a jih. Na podzim se však postup začal zpomalovat kvůli prodloužení zásobovacích tras. 13. srpna se v Šanghaji vylodilo 10 000 vojáků a začala bitva trvající 92 dní. 12. listopadu bylo město za letecké podpory konečně dobyto. 25. září čínští komunističtí partyzáni porazili japonské síly v provincii Šan-si, což velmi pozvedlo morálku Číňanů a zesílilo odpor proti okupantům. Japonští vojáci začali být nespokojení a rozhněvaní. To však nezabránilo tomu, aby v listopadu tři japonské armády zaútočily na Nanking (hlavní město nacionalistů) a 13. prosince jej dobyly. Po několik týdnů bylo obyvatelstvo vystaveno teroru, během kterého docházelo k popravám, mučení a hromadnému znásilňování, jak jej zaznamenala řada zahraničních pozorovatelů. Celkový počet obětí se odhaduje až na 300 000, zatímco v Japonsku je uváděno něco kolem 42 000. Tento akt známý jako „Znásilnění Nankingu“ představuje vážný problém v čínsko-japonských vztazích.
V roce 1938 zahájila císařská armáda ofenzívu na Žluté řece a pokračovala v dobývání čínských území. Na přelomu března a dubna porazili Číňané vedení generálem Li Cung-ženem Japonce v krvavé bitvě u Š’-ťia-čuangu, ale císařská armáda mezitím dobyla přístavy Sia-men a Fu-čou na jihu Číny. 10. června započala nová ofenzíva proti Chan-kchou (dnes část města Wu-chan), prozatímnímu hlavnímu městu nacionalistů. 27. března 1939 Japonci dobyli Nan-jang, 30. září došlo k první bitvě o Čchang-ša v provincii Chu-nan, kde císařská armáda utrpěla strašlivé ztráty.
V květnu 1940 byla zahájena ofenzíva v provincii Chu-pej, namířená proti nové baště nacionalistů – Čchung-čchingu. Japonští vojáci však již byli vyčerpaní, unavení a potřebovali doplnit stavy. Bylo proto rozhodnuto vyhlásit mobilizaci a v červenci armáda povolala do zbraně jeden milion mužů (34 divizí). Následovalo masivní posílení bojových jednotek (hlavně Kuantungské armády). V září došlo ke kapitulaci Francie. Francouzská vláda odevzdala Japonsku po německém nátlaku území Indočíny, společně s leteckými a námořními základnami. 25. září vstoupila 5. divize do Hanoje a o dva dny později byl uzavřen pakt – Osa Berlín–Řím–Tokio. Ve snaze zastavit japonskou agresi v Číně vyvíjely USA na Japonsko nátlak prostřednictvím ekonomických embarg, uvalených na export železné rudy, mědi, niklu, strojů a zařízení k těžbě ropy. Japonci tyto sankce ignorovali a dále pokračovali ve svém postupu.
2. dubna 1941 Číňané porazili japonská vojska v bitvě u Šang-žao. 13. dubna uzavřeli Japonsko a Sovětský svaz dohodu o neútočení. Spojené státy zvýšily tlak a uvalily na Japonsko plíživé ropné embargo. Dodávky ropy začaly být postupně snižovány. 1. srpna byl okupován Saigon. V září došlo k druhé bitvě o Čchang-ša, jež skončila vítězstvím Číňanů, a zároveň došlo k oficiálnímu schválení ropného embarga vládou USA.
Agresivní a bezohledný postup nevedl k porážce Kuomintangu, a tak se „čínský incident“ (jak tuto válku nazývali Japonci) protáhl až do konce 2. světové války. Spojené státy a Spojené království podporovaly generála Čankajška a dodávaly mu zbraně a po vstupu Spojených států do války pak na území neokupované Číny postavili Američané několik svých základen. Tento „čínský incident“ pak nutil japonské velení shromažďovat zde stále větší síly, které nemohli použít ani v Barmě, ani v Tichomoří. Vleklá válka polykající obrovské prostředky měla za následek také značné hospodářské potíže na domácích ostrovech.